# Pléiotropie

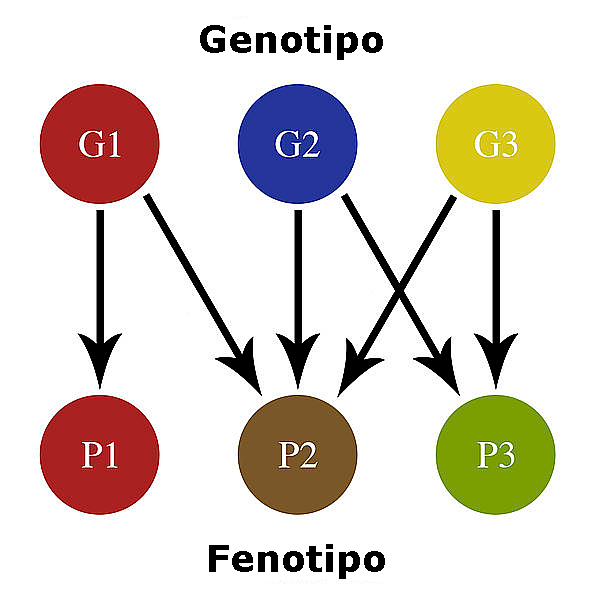

La pléiotropie, du grec pleion (πλείων, « plus »), et tropê (τροπή, « changement ») qualifie un gène ou une protéine qui détermine plusieurs caractères phénotypiques.
Par conséquent, le phénotype induit par une mutation de ce gène n'est pas le reflet de l'effet sur une seule et unique fonction induite par ce gène, mais la combinaison des effets sur plusieurs de ces caractères. Cela peut être un problème si on cherche à obtenir une variété pour sélectionner un phénotype particulier.
Par exemple, pour le maïs, la mutation du gène (ZmCAD2) améliore la digestibilité du maïs fourrage mais diminue son rendement, ce qui rend cette mutation sans intérêt. De même, la mutation des gènes O2 et fl2 améliore la qualité protéinique du maïs mais là encore réduit le rendement.

## Mécanismes
La majorité des gènes de développement « s’exprime à divers moments et en des lieux différents au cours du développement, participant ainsi à la construction de structures différentes (pléiotropie). En relation avec ce fait, les gènes de développement possèdent plusieurs séquences régulatrices, l’une intervenant dans un lieu donné, l’autre dans un autre lieu. Une mutation sur une séquence régulatrice va affecter ainsi l’expression d’un gène dans un territoire donné, provoquer peut-être un changement morphologique dans ce territoire mais sans toucher les autres régions de l’organisme où le gène s’exprime. L’organisation d’ensemble de l’organisme n’est pas affectée et donc sa viabilité. Inversement une mutation sur la séquence codante affecte tous les endroits où le  gène s’exprime. Elle affecte ainsi plusieurs organes et souvent n’est pas viable ou du moins elle est éliminée par la sélection naturelle. C’est un des arguments qui expliquent l’importance des mutations régulatrices dans la genèse de nouvelles formes ».
Le phénomène de pléiotropie peut s'expliquer par celui de l'épissage alternatif (mais pas seulement) qui permet à un même gène de coder plusieurs protéines chez les eucaryotes supérieurs. Chez les procaryotes le phénomène d'épissage lui-même n'existe pas car ces organismes ne possèdent pas d'introns dans leurs gènes, par conséquent le phénomène d'épissage alternatif n'existe pas non plus. Pour pallier ce "problème" certains procaryotes (bactéries par exemple) possèdent des ARN messagers polycistroniques, c'est-à-dire possédant plusieurs cistrons (unité représentant une zone traduite en une protéine, à l'instar d'un réplicon ou d'un transposon) et donc plusieurs codons d'initiation et codons-stop, et ainsi capables d'être traduits en plusieurs protéines. Toutefois il existe aussi des ARN messagers polycistroniques dans les chloroplastes et mitochondries des cellules eucaryotes, mais ceux-ci se différencient de ceux des procaryotes, puisqu'ils doivent subir une étape de maturation au préalable.
Il ne faut pas confondre la notion de pléiotropie avec celle de polygénie, dans ce cas un caractère (couleur de la peau par exemple) dépend de l'expression de plusieurs gènes alors qu'ici un seul gène détermine plusieurs caractères phénotypiques différents.
La pléiotropie a fait l'objet d'une bande dessinée de vulgarisation (humoristique) par le dessinateur français Boulet, prenant l'exemple des renards argentés domestiqués du généticien russe Dmitri Beliaïev.